# Noahdendron nicholasii
Noahdendron nicholasii är en trollhasselart som beskrevs av P.K. Endress, B.P.M. Hyland och J.G. Tracey. Noahdendron nicholasii ingår i släktet Noahdendron och familjen trollhasselfamiljen. Inga underarter finns listade i Catalogue of Life.